# Рисалдар
Рисалдар — современное и историческое командное звание в армиях Индийского субконтинента. Изначально означало командира рисалы (кавалерийского подразделения в переводе с персидского языка). В разное время это слово могло также иметь такие варианты написания, как риссалдар, рессалдар или руссулдар.
В период британского правления в Индии был учрежден ряд званий для командиров войск, набранных из местного населения, которые назывались офицерами вице-короля. В этой иерархии рисалдары являлись офицерами местной кавалерии, по исполняемым обязанностям примерно соответствующими первому лейтенанту. Однако по положению своему они не были равны британским офицерам, считаясь младше по званию любого из них, и не могли командовать британскими войсками.
В настоящее время это одно из старших унтер-офицерских званий в бронетанковых войсках Индии и Пакистана, эквивалентное званию субедара в пехоте.